# Arkadspel

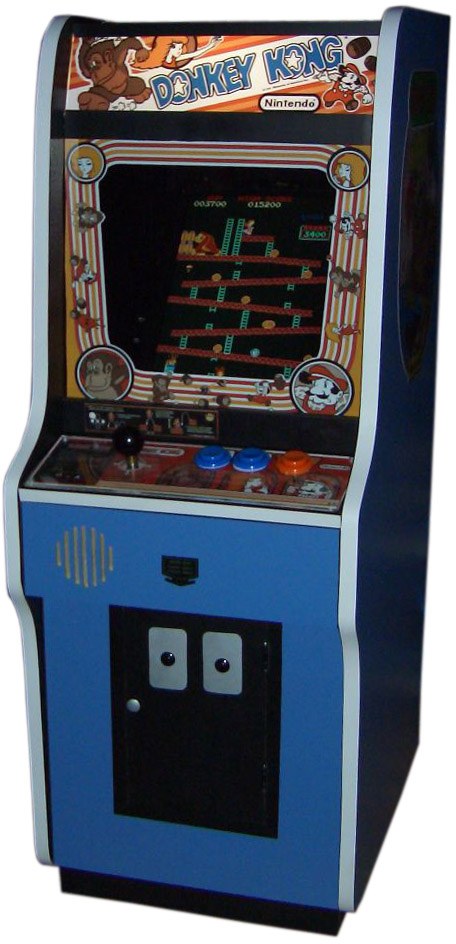
Arkadkabinett med arkadspelet Donkey Kong.

Arkadspel avser främst spelautomater som erbjuder nöjesspel gentemot insatsspel, det vill säga spel där spelaren betalar för spelnöjet istället för en potentiell prisvinst (jämför enarmad bandit/kloautomat). Arkadspel förekommer som datorspel och elektromekaniska spel.
Datorspel i erbjuds främst i så kallade "arkadkabinetter", skåp där speldator, bildskärm och kontrollpanel byggts in. Arkadspel erbjuds ofta i form av skjutspel, racingspel, flipperspel, boxningsmaskiner och lufthockey, etc.

## Etymologi och begrepp
Anledningen till att det kallas arkadspel är att spelautomater i USA oftast återfinns i särskilda spelhallar kallade penny arcades ("myntarkader") eller video arcades ("videoarkader"). I Sverige däremot hittar man dem oftare i pizzerior, videobutiker och köpcentrum. Spelhallar är lite ovanligare, men brukar vanligtvis finnas vid nöjesområden.
Ordet arkadspel är etablerat i svenska språket sedan omkring 1985.
I överförd betydelse används ordet arkadspel även om spel på andra plattformar när dessa påminner om de spel man finner i spelautomater. Ibland används begreppet "arkadläge" för viss typ av spellägen i datorspel, såsom spellägen där spelet aldrig tar slut och fortsätter tills spelaren förlorar, alternativt spellägen med förenklade spelvärden, vilket i sig används i vidare lånad betydelse inom mjukvarobranschen. Motsatta spellägen från normalt, alltså där spelvärdena kompliceras, kallas bland annat "hardcoreläge" eller "simulatorläge" beroende på speltyp.

## Spel
Typiskt för de ursprungliga arkadspelen är en enkel spelidé, kort speltid och mycket action. Dels ska de gå att spela utan att läsa omfattande instruktioner först, dels ska det se häftigt ut, dels ska de inte ta längre tid än att många hinner spela. Arkadspel kännetecknas ofta av en hög svårighetsgrad, vilken med hjälp av reglage inuti spelet ofta kan justeras. 
För att bli skicklig på ett visst spel krävs därför i regel omfattande övning. Att få tillräckligt höga poäng för att kunna ta sig in på spelets så kallade highscorelista – en lista som visar de högsta poäng som uppnåtts – kan för en nybörjare därför vara svårt på gränsen till omöjligt. Elektromekaniska arkadspel saknar TV-skärm och datorkapacitet och de saknar en så kallad highscorelista.
Alla arkadspel fram till och med tidigt 1970-tal var elektromekaniska.

## Konverterade arkadspel
Arkadspel avser även allehanda datorspel, som är av samma typ som de myntopererade spelen. När arkadspel konverterats till olika datorer och TV-spelskonsoler har spelbranschen – något missvisande – behållit benämningen arkadspel. Benämningen kan därför användas i en bredare omfattning än ordets ursprungliga betydelse.

## Arkadkabinett
Ett arkadkabinett är, enkelt uttryckt, en stor låda med antingen elektromekanik (gäller äldre arkadspel fram till tidigt 1970-tal) eller någon typ av dator/hårdvara (gäller arkadspel från och med tidigt 1970-tal) innanför skalet. Kort sagt, ett arkadspel enligt den ursprungliga betydelsen av ordet är monterat i ett arkadkabinett.

## Några klassiska arkadspel
- Pong – Atari 1972
- Breakout – Atari 1976
- Space Invaders – Midway 1978
- Asteroids – Atari 1979
- Pac-Man – Namco 1980
- Defender – Williams 1980
- Donkey Kong – Nintendo 1981
- Out Run – Sega 1986